# Newton (Iowa)
Newton è un comune degli Stati Uniti d'America, capoluogo della Contea di Jasper dello Stato del Iowa. 
Secondo il censimento del 2000, la popolazione era di 15.579 abitanti. È sede della Maytag Dairy Farms, azienda lattiero-casearia, ed è stata sede della Maytag Corporation fino all'acquisizione di questa da parte della Whirlpool Corporation nel 2006. È anche la sede del circuito automobilistico Iowa Speedway.